# Francisco Pavón
Francisco Pavón Barahona (* 9. Januar 1980 in Madrid) ist ein ehemaliger spanischer Fußballspieler auf der Position des Innenverteidigers.

## Karriere
Zu Beginn seiner Karriere wollte er stets Stürmer sein, da Marco van Basten sein damaliges Idol war. Als er allerdings Verteidiger wurde, nahm er sich Hierro, die lebende Legende der Madrilenen, als Vorbild. Pavon durchlief seit 1990 sämtliche Jugendmannschaften von Real Madrid, daher war es von jeher ein Traum von ihm für die Profis zu spielen.
Auf Grund von Verletzungen einiger Stammspieler der 1. Mannschaft gab er sein Debüt für die Profis am 6. Oktober 2001 unter dem damaligen Trainer Vicente del Bosque (2:0-Sieg gegen Athletic Bilbao). Er nutzte die Gelegenheit und wurde einige Monate später als fester Bestandteil in die 1. Mannschaft integriert.
Nach insgesamt sechs Jahren und 106 Ligaspielen für Real Madrid, wechselte Pavón im Sommer 2007 ablösefrei zu Real Saragossa. In seiner ersten Spielzeit kam er kaum zum Einsatz und stieg mit dem Klub am Saisonende in die Segunda División ab. Nach dem sofortigen Wiederaufstieg spielte er mit Saragossa ein Jahr in der Primera División, ehe er zu AC Arles-Avignon in die französische Ligue 1 wechselte.

## Erfolge
- Spanischer Meister: 2002/03, 2006/07
- Spanische Supercup: 2003
- UEFA Champions League: 2001/02
- UEFA Supercup: 2002
- Weltpokal: 2002